# 戸狩権之助

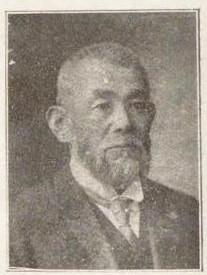
戸狩権之助

戸狩 権之助（とがり ごんのすけ、1852年4月21日（嘉永5年3月3日） - 1923年（大正12年）3月12日）は、日本の政治家。衆議院議員（7期）。

## 経歴
山形県出身。山形県議、同常置委員、同参事会員、米沢市議、同議長となる。また、山形運輸(株)社長、山形商業会議所会頭、山形米穀生糸株式取引所理事長を務めた。
1898年の第6回衆議院議員総選挙において山形1区から憲政党公認で立候補して初当選する。以来当選7回。1902年の第7回衆議院議員総選挙において山形県郡部から立憲政友会公認で立候補して当選する。1904年の第9回衆議院議員総選挙で落選。1908年の第10回衆議院議員総選挙において山形市選挙区から立候補して復帰。1915年の第12回衆議院議員総選挙で落選。1917年の第13回衆議院議員総選挙で復帰した。1920年の第14回衆議院議員総選挙でも再選した。衆議院議員在職中の1923年に死去した。